# Lüttich–Bastogne–Lüttich 1994
Lüttich-Bastogne-Lüttich 1994 war die 80. Austragung von Lüttich–Bastogne–Lüttich, eines eintägigen Straßenradrennens. Es wurde am 17. April 1994 über eine Distanz von 268,5 km ausgetragen. Es war das vierte Rennen im Rad-Weltcup 1994.
Das Rennen wurde von Evgeni Berzin vor Lance Armstrong und Giorgio Furlan gewonnen.

## Teilnehmende Mannschaften
| Gewiss-Ballan Motorola Carrera Jeans-Tassoni Mapei-CLAS GB-MG Boys Maglificio-Technogym | Lotto–Vetta–Caloi Novemail-Histor-Laser Computer Deutsche Telekom-Merckx-Audi Polti-Vaporetto Mercatone Uno-Medeghini | Festina-Lotus Lampre-Panaria Brescialat-Refin TVM-Bison Kit Banesto | Kelme-Avianca-Gios ZG Mobili ONCE Castorama Chazal-MBK | Wordperfect Jolly Componibili-Cage Collstrop-Willy Naessens |

## Ergebnis
| Rang | Fahrer              | Team                            | Zeit       |
| ---- | ------------------- | ------------------------------- | ---------- |
| 1    | Evgeni Berzin       | Gewiss-Ballan                   | 7h 16' 30" |
| 2    | Lance Armstrong     | Motorola                        | + 1' 37"   |
| 3    | Giorgio Furlan      | Gewiss-Ballan                   | gl. Zeit   |
| 4    | Claudio Chiappucci  | Carrera Jeans-Tassoni           | gl. Zeit   |
| 5    | Stefano Della Santa | Mapei-CLAS                      | gl. Zeit   |
| 6    | Tony Rominger       | Mapei-CLAS                      | + 2' 03"   |
| 7    | Max Sciandri        | GB-MG Boys Maglificio-Technogym | + 5' 38"   |
| 8    | Marco Saligari      | GB-MG Boys Maglificio-Technogym | + 5' 42"   |
| 9    | Bruno Cenghialta    | Gewiss-Ballan                   | + 5' 52"   |
| 10   | Alberto Elli        | GB-MG Boys Maglificio-Technogym | + 5' 58"   |